# El último cow-boy
 El último cow-boy  es una película en blanco y negro de Argentina dirigida por Juan Sires sobre el guion de Eric Della Valle y Miguel Petruccelli que se estrenó el 25 de febrero de 1954 y que tuvo como protagonistas a Augusto Codecá, Héctor Calcaño, Héctor Quintanilla y Pedro Laxalt. Inicialmente iba a llamarse El camino del Cow-boy buscando replicar en forma jocosa al Camino del gaucho -Way of a Gaucho- dirigido en Estados Unidos por Jacques Tourneur en 1952.

## Sinopsis
Un sheriff improvisado y su ayudante restablecen el orden en un pueblo.

## Reparto
- Augusto Codecá
- Héctor Calcaño
- Héctor Quintanilla
- Pedro Laxalt
- Joaquín Petrosino
- Florén Delbene
- María Teresa Robles
- Manuel García Beriaen
- Mateo Martínez
- Román Suore
- Ricardo Reggio
- Carlos Smith
- Luis María Gaggioli
- Octavio Carrier
- Bob Sullivan
- Rolando Dumas
- Ramon Vargas

## Recepción
King comentó sobre el filme: 

”La idea, feliz como concepción en cuanto se refiere a la búsqueda de la carcajada, logra su objetivo a pesar a la sencillez de su realización.”

El Heraldo del Cinematografista dijo: 

”Tiene algunas ocurrencias felices…pero la mayoría de los recursos son elementales y a menudo se repiten. En cambio, es ponderable la reconstrucción del ambiente del Far West.”

Manrupe y Portela escriben sobre la película: 

”Buena parodia de los clisés del western “Clase B” norteamericano. Algunos gags (El rancho 'e la Cambicha cantado en inglés, el salón reformado con todos cantando Arroz con leche; Codecá viajando en diligencia como si fuera en subte) son realmente buenos y la producción es aceptable.”